# Devid Stanisavljević
Devid Stanisavljević (* 17. Juli 1987) ist ein serbischer Fußballspieler.

## Karriere
Stanisavljević begann seine Karriere bei der SV Braunau. Zur Saison 2002/03 kam er in die Akademie der SV Ried. Im April 2006 spielte er erstmals für die Amateure der Rieder in der sechstklassigen Bezirksliga. Für diese kam er in der Saison 2005/06 zu vier Einsätzen, in denen er drei Tore erzielte. In der Saison 2006/07 absolvierte er 26 Spiele in der sechsthöchsten Spielklasse und erzielte dabei 18 Tore.
Zur Saison 2007/08 wurde er an den Zweitligisten SV Bad Aussee verliehen. Sein Debüt in der zweiten Liga gab er im Juli 2007, als er am ersten Spieltag jener Saison gegen den SC-ESV Parndorf 1919 in der Startelf stand. Sein erstes Zweitligator erzielte er im August 2007 bei einem 2:2-Remis gegen den FC Kärnten. Bis Saisonende kam er zu 25 Zweitligaeinsätzen für die Steirer, in denen er vier Tore erzielte. Zu Saisonende stieg er mit dem Verein als Tabellenletzter aus der zweiten Liga ab. Zur Saison 2008/09 wurde er erneut in die zweite Liga verliehen, diesmal an den 1. FC Vöcklabruck. Für Vöcklabruck absolvierte er bis zum Ende der Leihe 21 Zweitligaspiele, in denen er zwei Tore erzielte. Auch mit Vöcklabruck stieg Stanisavljević zu Saisonende als Tabellenletzter aus der zweiten Liga ab. Zur Saison 2009/10 wurde er ein drittes Mal verliehen, diesmal an den Regionalligisten Wolfsberger AC. Für die Kärntner kam er bis Saisonende zu 29 Regionalligaeinsätzen, in denen er sechs Tore machte. Zu Saisonende stieg er mit dem Verein nach gewonnener Relegation gegen Parndorf in die zweithöchste Spielklasse auf.
Nach der Saison 2009/10 verließ er Ried endgültig und wechselte zum Regionalligisten Union Vöcklamarkt. In eineinhalb Jahren kam er für die Oberösterreicher zu 43 Regionalligaeinsätzen, in denen er sieben Tore erzielte. Im Januar 2012 wechselte Stanisavljević nach Niederösterreich zum siebtklassigen ASK Mannersdorf. In einem halben Jahr bei Mannersdorf kam er zu neun Einsätzen in der 1. Klasse. Als Meister der Gruppe Ost stieg er zu Saisonende mit dem Verein in die Gebietsliga auf. Nach einem halben Jahr kehrte er zur Saison 2012/13 nach Vöcklamarkt zurück. In der Spielzeit 2012/13 absolvierte er 24 weitere Regionalligaspiele für die Oberösterreicher. Zur Saison 2013/14 wechselte er zum fünftklassigen WSV-ATSV Ranshofen. Für Ranshofen kam er zu 23 Einsätzen in der Landesliga, in denen er sechs Tore erzielte.
Zur Saison 2014/15 schloss er sich dem Ligakonkurrenten FC Braunau an, dem Nachfolger seines Jugendklubs SV Braunau. In den folgenden fünf Spielzeiten kam Stanisavljević insgesamt zu 113 Fünftligaeinsätzen für Braunau, in denen er 35 Tore erzielte. Zur Saison 2019/20 wechselte er nach Deutschland zum Kreisligisten TuS Walburgskirchen. Nach einer Saison im Ausland kehrte er zur Saison 2020/21 wieder nach Österreich zurück und wechselte zur sechstklassigen Union Gilgenberg, bei der er bis zur Winterpause in elf Ligaspielen eingesetzt wurde.

## Persönliches
Sein Bruder Aleksandar (* 1989) ist ebenfalls Fußballspieler. Im August 2019 kam es zu einem Skandal, als, während sich Devid im Urlaub befand, Aleksandar mit Devids Spielerpass bei Walburgskirchen aufgeboten wurde. Schlussendlich erhielt Walburgskirchen eine Geldstrafe und einen Punktabzug.